# Alexander Nilsson (calciatore 1990)
Alexander Daniel Ottar Nilsson (11 dicembre 1990) è un ex calciatore svedese, di ruolo attaccante o centrocampista.

## Carriera
Cresciuto nell'IFK Vaxholm, ha iniziato la carriera senior nel Vallentuna BK, ma nel 2011 è approdato al Frej dove è rimasto fino al termine del campionato di Division 1 2012.
Nel febbraio 2013 ha sottoscritto un triennale con l'Assyriska, squadra all'epoca militante in Superettan.
Trascorso il triennio di contratto con l'Assyriska, si è accasato al Sirius per due anni: al termine della Superettan 2016 insieme alla squadra nerazzurra ha ottenuto la promozione in Allsvenskan. Il campionato di Allsvenskan 2017 è stato il primo della sua carriera ad essere trascorso nella massima serie svedese.
Prima dell'inizio dell'annata 2018 ha firmato un contratto di due anni (con opzione per il terzo) con il Brommapojkarna, altra squadra neopromossa in Allsvenskan. Nonostante la retrocessione in seconda serie avvenuta al termine dell'Allsvenskan 2018 e quella in terza serie avvenuta al termine della Superettan 2019, Nilsson è comunque rimasto in rosa fino al dicembre del 2020 quando, nonostante una sua rete nei minuti di recupero della sfida di ritorno, la squadra ha perso ai rigori contro il Trelleborg la possibilità di risalire in Superettan.